# Abondance (Haute-Savoie)
Pour les articles homonymes, voir Abondance.
Abondance est une commune française située dans le département de  la Haute-Savoie, en région Auvergne-Rhône-Alpes.
Située dans le Chablais français, c'est le chef-lieu du canton d'Abondance. Ses habitants sont appelés les Abondanciers ou les « baÿs » (en langue savoyarde). Elle a donné son nom au Val d'Abondance et au fromage d'Abondance, produit sur une partie du Chablais français, ainsi qu'à la race bovine abondance. Vers le 19ème siècle l'abbaye est en possession d'une des grandes familles du village c'est-à-dire les Sallavuard. De nombreux chalets leur appartiennent ainsi que des parties de forêts. Certains comme Ambroise Sallavuard ou quelques ancêtres de ce dernier furent maire de la ville. Pendant près de 200 ou 300 ans la famille resta dans le village puis se dispersa.

## Géographie

### Localisation
Abondance est située dans la haute-vallée de la Dranse, région sud et montagneuse du Chablais savoyard avec notamment le mont de Grange (2 432 m) et le mont Chauffé (2 093 m).

### Communes limitrophes
Les communes limitrophes sont Le Biot, Bonnevaux, La Chapelle-d'Abondance, Châtel, Montriond, Saint-Jean-d'Aulps et Vacheresse.

## Urbanisme

### Typologie
Au 1er janvier 2024, Abondance est catégorisée commune rurale à habitat dispersé, selon la nouvelle grille communale de densité à sept niveaux définie par l'Insee en 2022.
Elle appartient à l'unité urbaine d'Abondance, une agglomération intra-départementale regroupant trois  communes, dont elle est ville-centre,,. La commune est en outre hors attraction des villes,.

### Occupation des sols
L'occupation des sols de la commune, telle qu'elle ressort de la base de données européenne d’occupation biophysique des sols Corine Land Cover (CLC), est marquée par l'importance des forêts et milieux semi-naturels (85,9 % en 2018), en diminution par rapport à 1990 (86,8 %). La répartition détaillée en 2018 est la suivante : 
forêts (47,1 %), milieux à végétation arbustive et/ou herbacée (29,2 %), prairies (12,5 %), espaces ouverts, sans ou avec peu de végétation (9,7 %), zones urbanisées (1,6 %).
L'IGN met par ailleurs à disposition un outil en ligne permettant de comparer l’évolution dans le temps de l’occupation des sols de la commune (ou de territoires à des échelles différentes). Plusieurs époques sont accessibles sous forme de cartes ou photos aériennes : la carte de Cassini (XVIIIe siècle), la carte d'état-major (1820-1866) et la période actuelle (1950 à aujourd'hui).

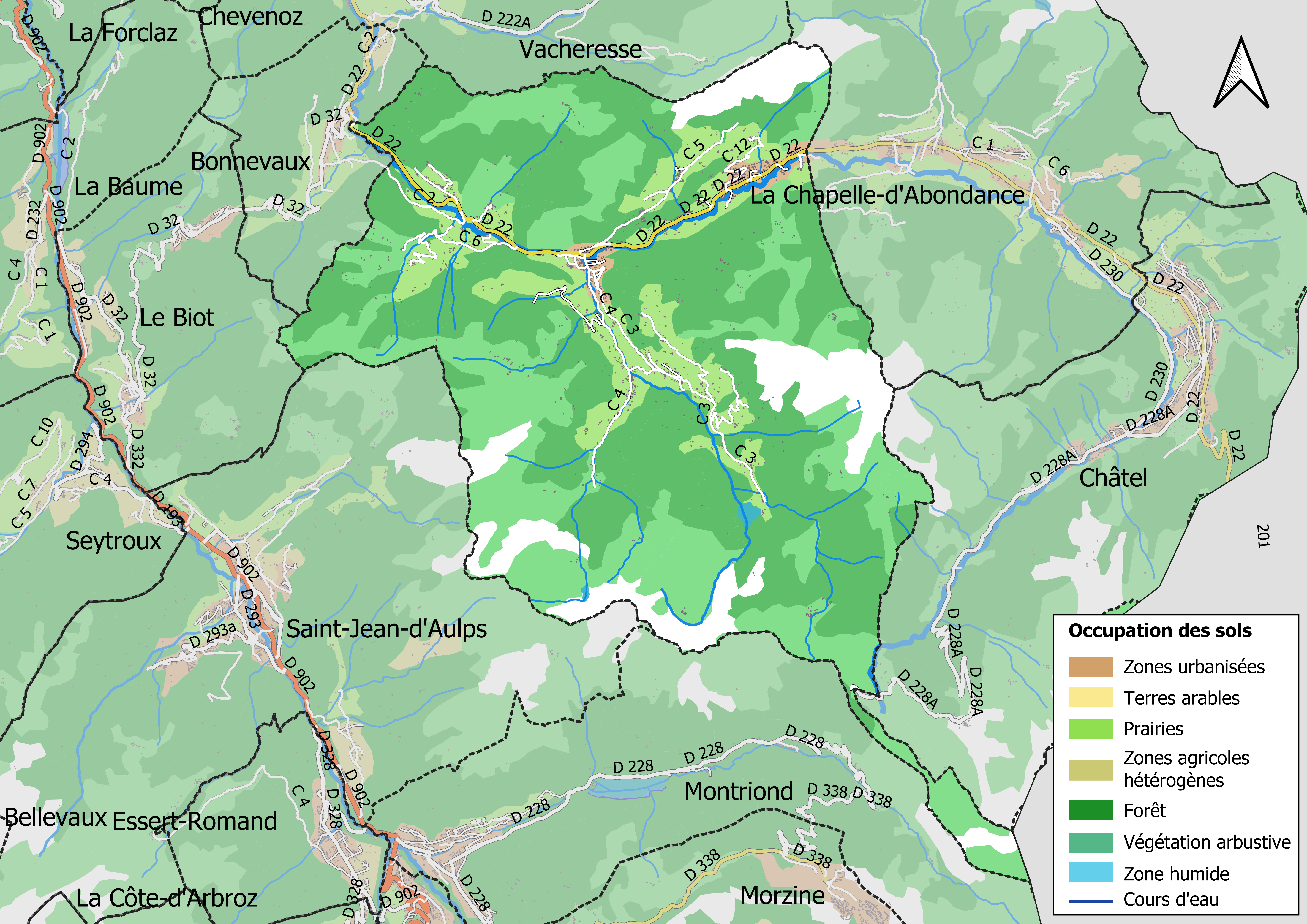
Carte des infrastructures et de l'occupation des sols en 2018 (CLC) de la commune.
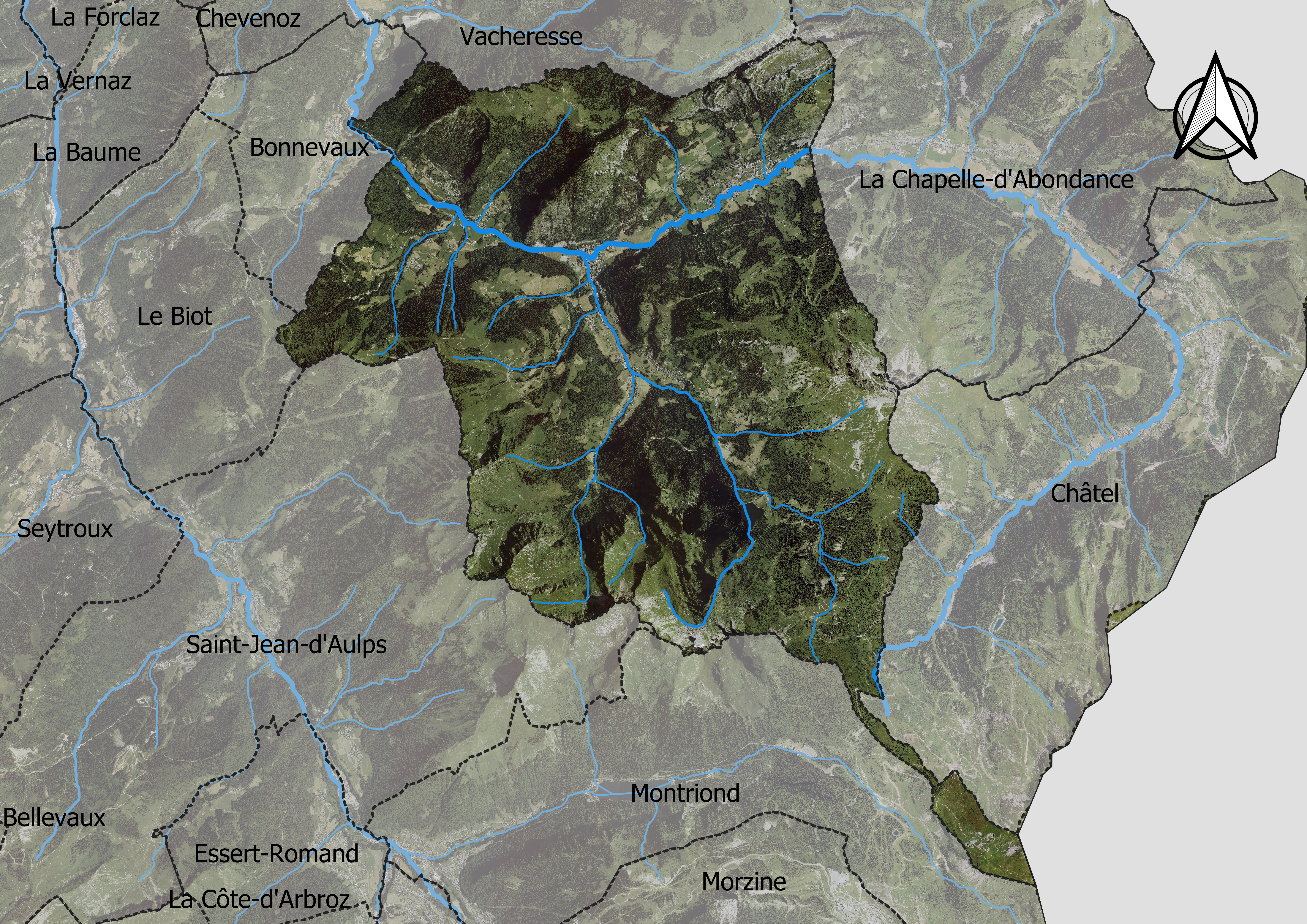
Carte orthophotogrammétrique de la commune.

## Toponymie
Le toponyme d'Abondance pourrait provenir du latin médiéval habundantia, écriture sous une forme erronée du latin abundantia, signifiant « richesse, abondance », de abundare (« déborder »). Toutefois pour le toponymiste Ernest Nègre, le [Domus] Abundantia trouverait son origine dans celui d'un nom d'un romain Abundantius,. Le site de la commune tout comme les auteurs de l'Histoire des communes savoyardes - Le Chablais indiquent que le toponyme pourrait provenir d'une origine burgonde, désignant une « maison d'été », et par extension « d'alpage ».
La commune ou son abbaye sont mentionnées depuis le XIIe siècle sous la forme Abundantina Ecclesia (1154), puis [Domus] Abundantia (1176) ou encore Abbatem Habundancie ou Habundantia (1219). Ensuite, le village prend le nom de Notre-Dame d'Abondance jusqu'à l'Annexion du duché de Savoie par les troupes révolutionnaires où Notre-Dame disparait,.
Le nom de la commune s'écrit, en francoprovençal, L Abâyi selon la graphie de Conflans (en référence à l'abbaye) ou encore Abondance selon l'ORB.
Ses habitants sont les Abondanciers.

## Histoire
L'histoire de la commune est étroitement liée à celle de l'abbaye d'Abondance.
| Armes d'Abondance | Héraldique : Les armes d' Abondance se blasonnent ainsi : Parti : au premier de gueules à la Vierge à l'Enfant assise sur un trône, le tout d'or, au second d'or à une corne d'abondance de gueules, emplie au naturel, posée en pal, soutenue d'un mont de trois coupeaux de sinople mouvant de la pointe. |

Les traditions rurales et agricoles sont également importantes avec le fromage d'Abondance.
Abondance connut dès le début du XXe siècle une certaine fréquentation pour la beauté de ses sites et la qualité de son climat, le village disposait à l'époque de plusieurs 
pensions notamment le confortable Hôtel des Alpes qui attirait une clientèle mondaine. Les débuts de la pratique du ski furent précoces : en 1930 existait déjà un ski-club destiné aux vacanciers. Ce club fit alors éditer les premières publications relatives au tourisme local. La télécabine, quant à elle, fut inaugurée en 1964.

## Politique et administration

### Situation administrative
Abondance appartient au canton d'Évian-les-Bains, qui compte selon le redécoupage cantonal de 2014 33 communes. Avant ce redécoupage, elle appartenait au canton d'Abondance, dont elle était le chef-lieu.
À l'origine, les six communes de l'ancien canton d'Abondance, correspondant au territoire de la vallée homonyme, ont formé le Syndicat intercommunal à la carte de la vallée d'Abondance (SICVA). Ce SIVOM a laissé sa place à la communauté de communes de la vallée d'Abondance (2CVA), en 2013. Depuis 2017  Abondance fait partie de la  nouvelle communauté de communes du Pays d'Evian et de la Vallée d'Abondance (CCPEVA).
Abondance relève de l'arrondissement de Thonon-les-Bains et de la cinquième circonscription de la Haute-Savoie, dont le député est Marc Francina (UMP) depuis les élections de 2012.

### Liste des maires
| Période   | Période   | Identité               | Étiquette | Qualité             |
| --------- | --------- | ---------------------- | --------- | ------------------- |
| 1965      | 1983      | Patrick Farge          |           | Docteur en Médecine |
| 2001      | mars 2008 | Serge Cettour-Meunier  | DVD       |                     |
| mars 2008 | En cours  | Paul Girard-Despraulex | DVD       | Contremaître        |

## Jumelage
Depuis 1988, Abondance est jumelée avec Plougoulm dans le Haut-Léon, en nord Finistère.
- Courcelles  Belgique

## Population et société
Ses habitants sont appelés les Abondancières et les Abondanciers.

### Démographie
L'évolution du nombre d'habitants est connue à travers les recensements de la population effectués dans la commune depuis 1793. Pour les communes de moins de 10 000 habitants, une enquête de recensement portant sur toute la population est réalisée tous les cinq ans, les populations de référence des années intermédiaires étant quant à elles estimées par interpolation ou extrapolation. Pour la commune, le premier recensement exhaustif entrant dans le cadre du nouveau dispositif a été réalisé en 2007.

En 2022, la commune comptait 1 536 habitants, en évolution de +9,09 % par rapport à 2016 (Haute-Savoie : +6,01 %, France hors Mayotte : +2,11 %).
| 1793  | 1800  | 1806  | 1822  | 1838  | 1848  | 1858  | 1861  | 1866  |
| ----- | ----- | ----- | ----- | ----- | ----- | ----- | ----- | ----- |
| 1 416 | 1 375 | 1 403 | 1 411 | 1 425 | 1 464 | 1 512 | 1 446 | 1 438 |

| 1872  | 1876  | 1881  | 1886  | 1891  | 1896  | 1901  | 1906  | 1911  |
| ----- | ----- | ----- | ----- | ----- | ----- | ----- | ----- | ----- |
| 1 483 | 1 451 | 1 460 | 1 449 | 1 412 | 1 406 | 1 456 | 1 458 | 1 448 |

| 1921  | 1926  | 1931  | 1936  | 1946  | 1954  | 1962  | 1968  | 1975  |
| ----- | ----- | ----- | ----- | ----- | ----- | ----- | ----- | ----- |
| 1 274 | 1 258 | 1 179 | 1 149 | 1 283 | 1 307 | 1 089 | 1 115 | 1 134 |

| 1982  | 1990  | 1999  | 2006  | 2007  | 2012  | 2017  | 2022  | - |
| ----- | ----- | ----- | ----- | ----- | ----- | ----- | ----- | - |
| 1 152 | 1 251 | 1 294 | 1 342 | 1 351 | 1 354 | 1 439 | 1 536 | - |

### Enseignement
La commune d'Abondance est située dans l'académie de Grenoble. En 2015, elle administre une école maternelle et une école élémentaire, regroupant 115 élèves. Il y a également sur la commune un établissement privé, Saint-Maurice, composé d'une école maternelle et d'une école élémentaire, regroupant 35 élèves.
La commune possède deux collèges, un établissement public, le collège du Val d'Abondance, et le collège privé Sainte-Croix-des-Neiges, ainsi que le lycée privé Sainte-Croix-des-Neiges.

### Manifestations culturelles et festivités
« Oxfam Wintertrail », début mars, randonnée en raquettes par équipe de 4, les participants devront parcourir 60 km dans la vallée d'Abondance en moins de 30 heures.
« Rock the Pistes Festival », fin mars, sur le domaine skiable des Portes du Soleil.
« Festival Chansons Françaises en Abondance », fin juillet-début août.

## Économie

### Agriculture
Dans le domaine de l'agro-alimentaire, il y a à Abondance un élevage de vaches laitières en majorité de race « Abondance » pour la production du fromage d'Abondance, classé AOP depuis 1996.
La Maison du fromage, boutique et musée des huit fromages locaux et des Savoie.

### Tourisme et événements
Abondance est une commune touristique et possède sur son territoire une partie domaine nordique de la vallée d'Abondance, ainsi qu'une station de sports d'hiver, l'Essert (20 km de pistes) qui fait partie du domaine des Portes du Soleil. Elle a fermé ses portes dans le courant de l'année 2007 en raison, officiellement, du manque de neige et du réchauffement climatique. La station, qui est équipée d'un téléski, rouvre néanmoins son domaine en décembre 2009, le problème étant désormais essentiellement dû à une mauvaise gestion du domaine.
L'hiver, on peut donc y pratiquer le ski alpin, le ski nordique, le ski de randonnée, le snowboard, le biathlon, l'handiski, le taxiski, les raquettes, le ski hors piste, la luge, du Traîneau à chien, ainsi que les nouvelles glisses telles que l'airboard, le snake gliss, le yooner, le ski joëring, le patinage et la conduite sur glace.
Au cours des trois autres saisons, il est possible de faire de la randonnée pédestre, du cyclisme, du VTT, de l'accrobranche, du parapente, de la pétanque, tennis, du tir à l'arc, de la via ferrata, de l'escalade, de la pêche et des sports d'eaux vives.
En 2017, la capacité d'accueil de la station-village, estimée par l'organisme Savoie Mont Blanc, est de 6 205 lits touristiques répartis dans 1 045 structures. Les hébergements se répartissent comme suit : 57 meublés ; 5 hôtels ; une structure d'hôtellerie de plein air (45 emplacements) ; 4 centres ou villages de vacances/auberges de jeunesse ; un refuge ou gîte d'étape et deux chambres d'hôtes labellisées. Une aire de service pour camping-cars.

## Culture locale et patrimoine

### Lieux et monuments

#### Monuments historiques

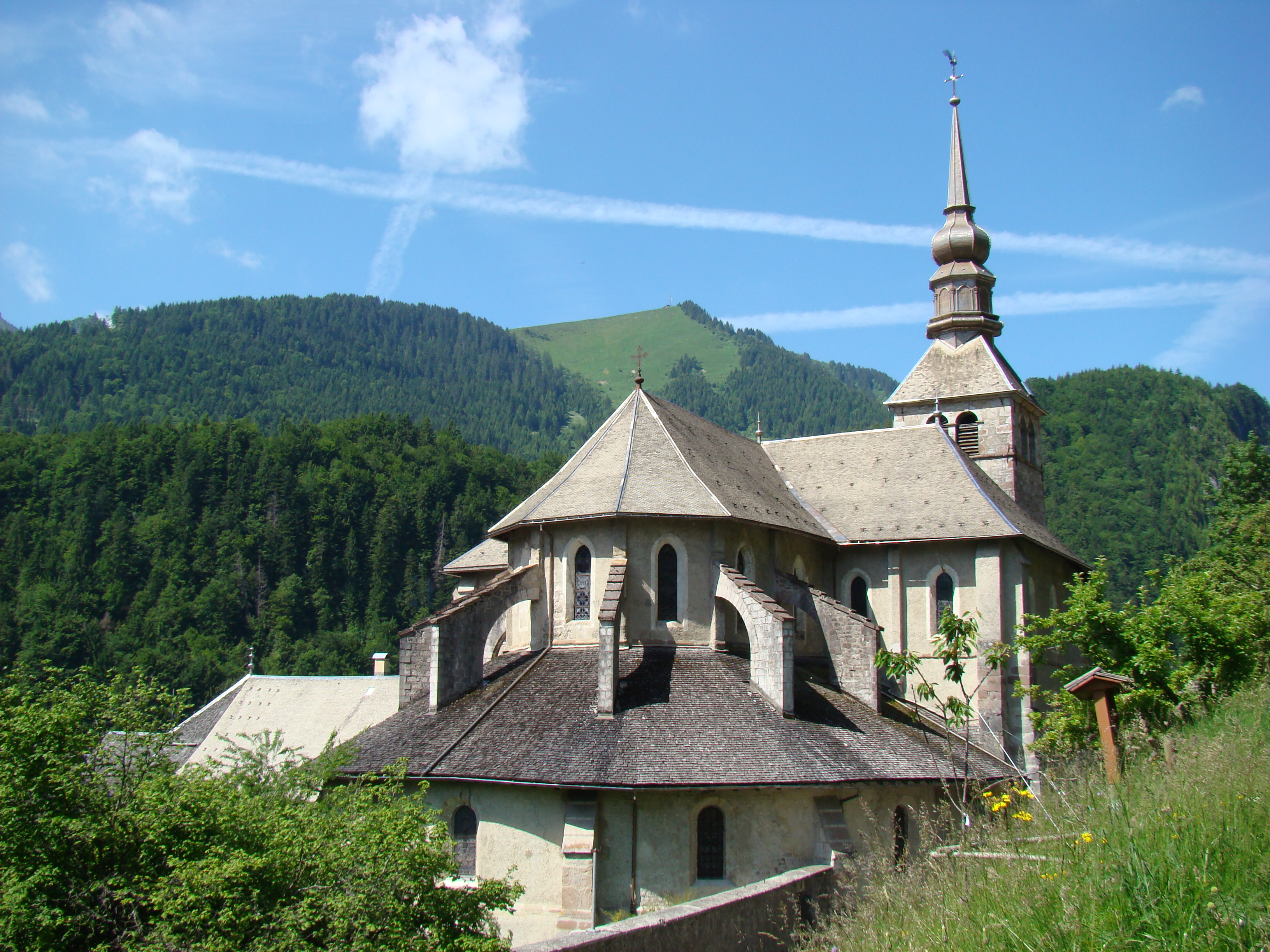
Abbaye d'Abondance.

Abondance possède deux monuments historiques :
- l'abbaye d'Abondance a été fondée en 1108 par des chanoines réguliers qui étaient installés dans la vallée d'Abondance depuis 1080. Tout d'abord un prieuré, il devint une abbaye en 1140. Le déclin de l'abbaye fut rapide dès le milieu du XVe siècle à cause du système de la commende. Les Feuillants la relancèrent de 1607 à 1761, date de sa fermeture définitive[33]. Depuis 1836, elle est bien communal, et classée au titre des monuments historiques depuis 1875[34] ;
- la terrasse entre la mairie, l'école, la route et le chemin allant à la place de l'église, avec les degrés d'accès, le mur de soutènement des terres et les plantations sont inscrits au titre des monuments historiques par arrêté du 2 février 1949[35].

#### Autres monuments

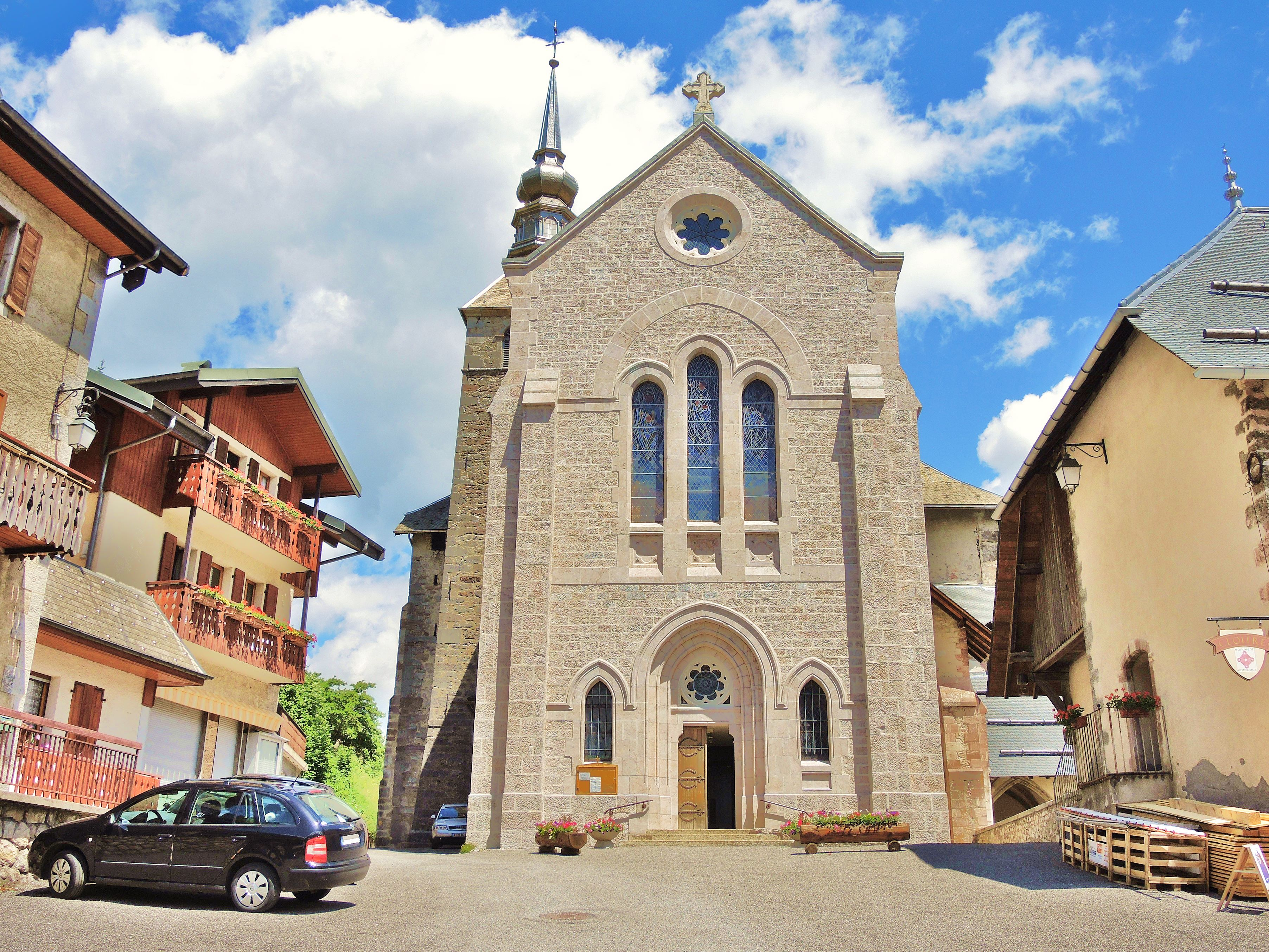
Église Notre-Dame-de-l'Assomption.

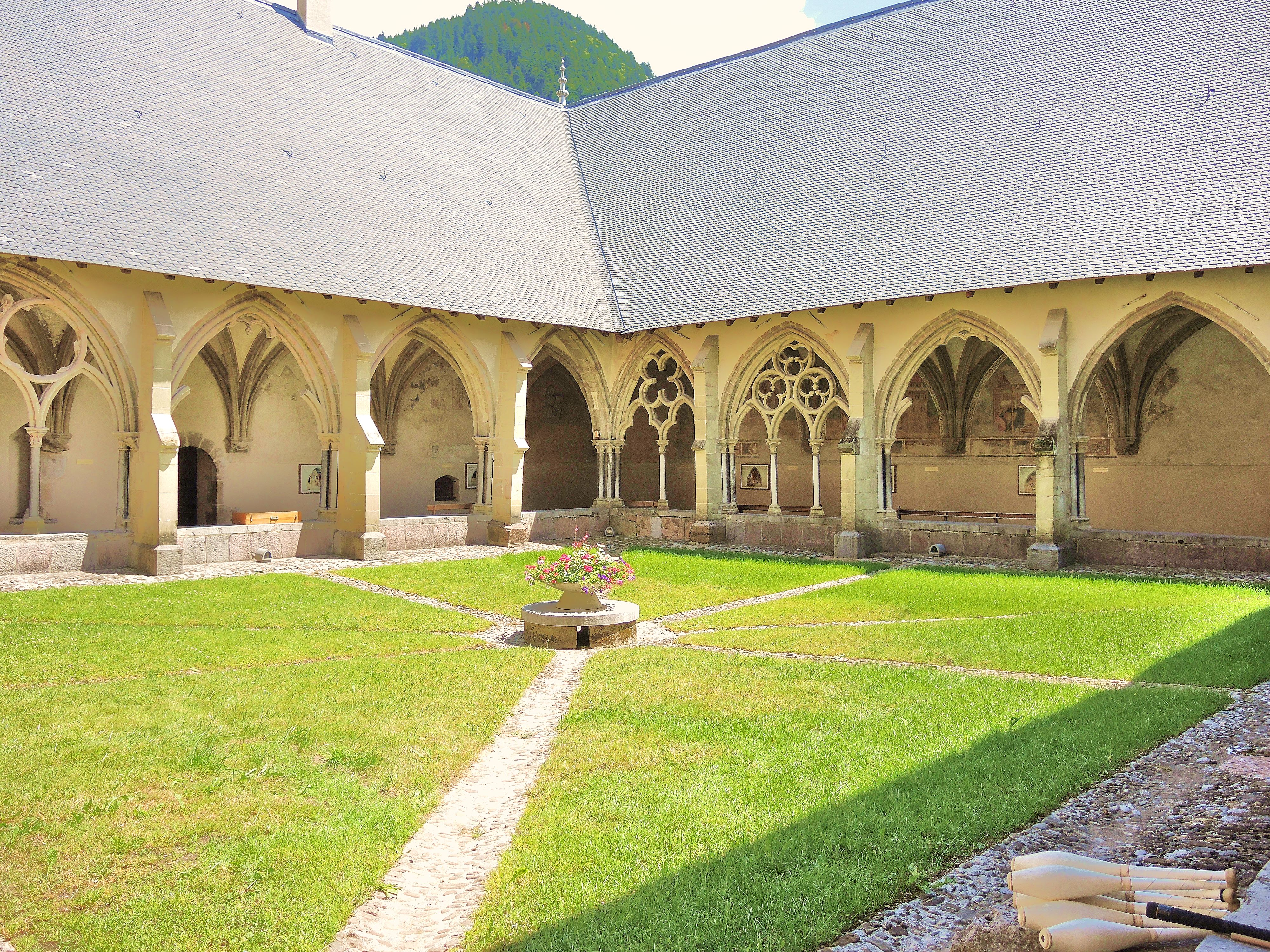
Cloître de l'ancienne abbaye d'Abondance.

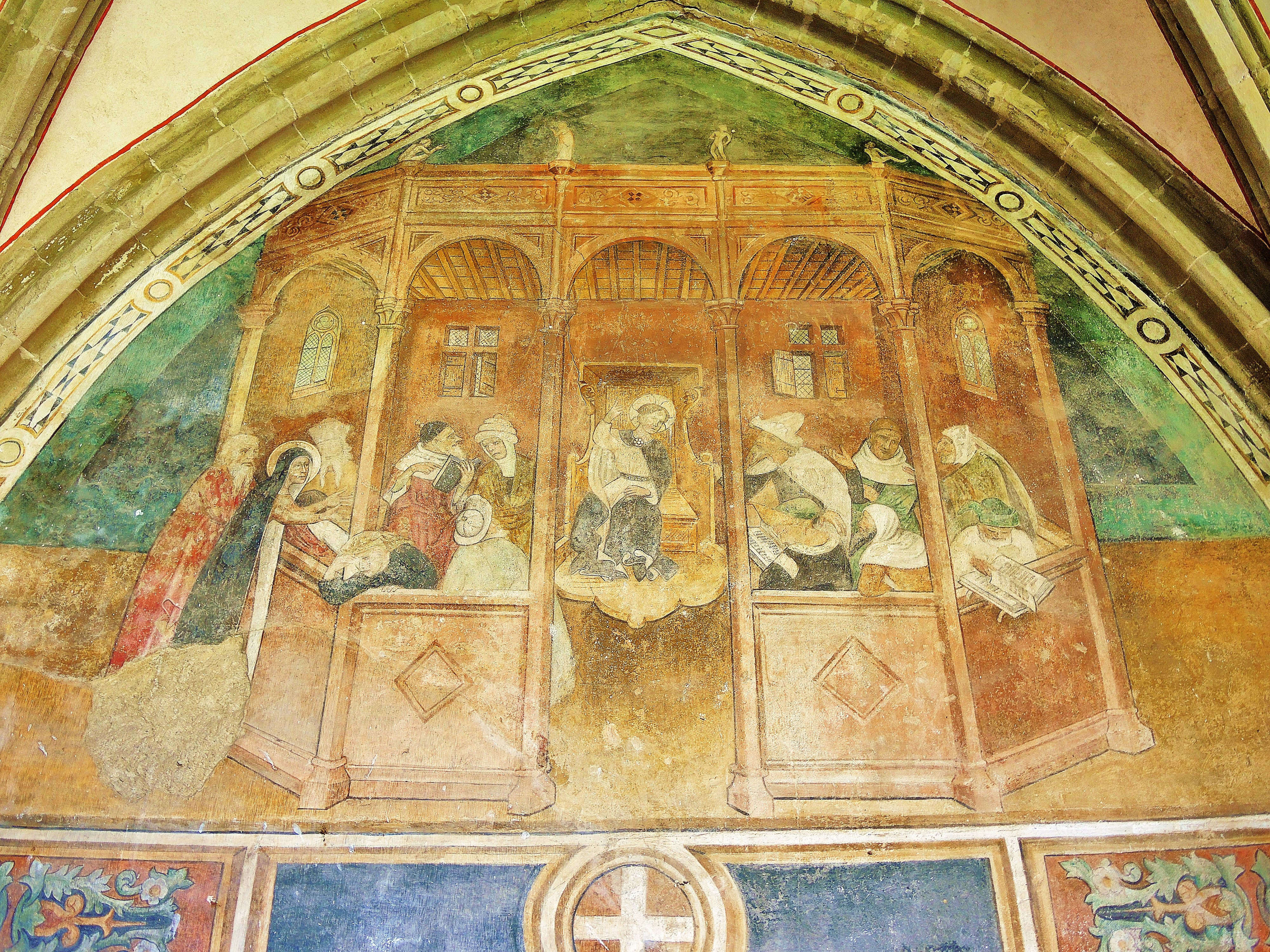
Une des peintures murales, dans le cloître de l'ancienne abbaye.

- L'église Notre-Dame-d'Abondance a été construite vers 1275. Elle est la seule église de Savoie à posséder un déambulatoire et des chapelles absidiales[33].
- Cloître gothique du XIVe siècle présentant un ensemble de peintures murales figurant le cycle Marial, parmi celles-ci l'annonciation, la nativité, la fuite en Égypte ou les noces de Cana. Ces peintures datent vraisemblablement de la première moitié du XVe siècle et illustrent l'art de cour mais aussi par de nombreux détails l'environnement local. L'iconographie s'inscrit dans un style gothique tardif piémontais rappelant l'école florentine. On a évoqué à leur sujet Giacomo Jaquerio, maître turinois.
- Musée d'Art religieux.
- Maison du Val d'Abondance : un parcours présentant les richesses pastorales, fromagères, géographiques et historiques de la vallée.
- Lac de Tavaneuse et son  champ de rhododendron des Alpes (Rhododendron ferrugineum).
- Alpage d'Autigny : vue panoramique des Préalpes et Alpes françaises et suisses.

### Architecture typique de la région

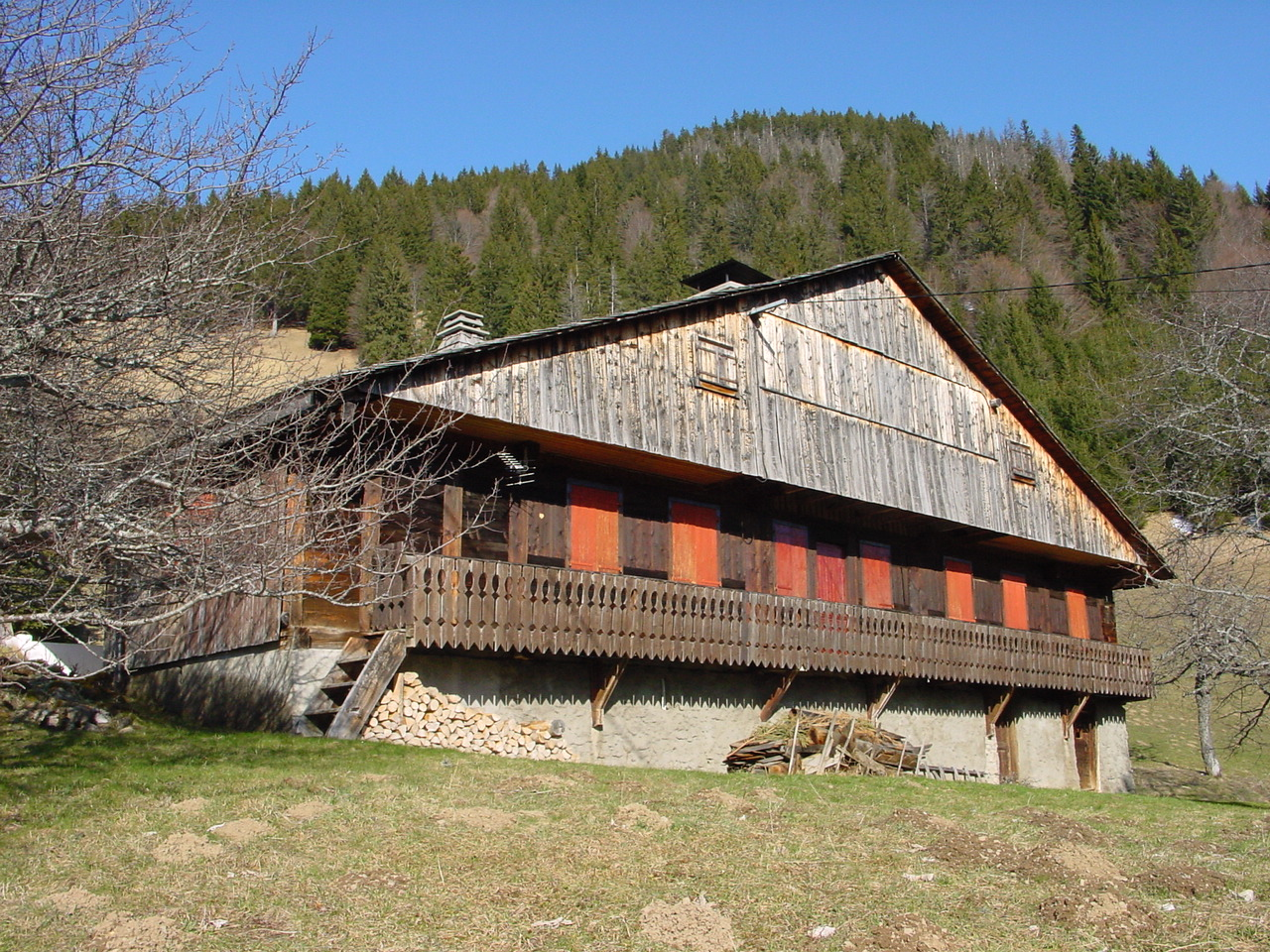
Chalet traditionnel près d'Abondance.

Le village et les hameaux présentent de nombreux exemples d'habitat traditionnel datant des XVIIe, XVIIIe et XIXe siècles à l'architecture caractéristique. Ces chalets  de grande taille, à deux étages, présentent une longue façade parcourue par un balcon de bois finement découpé. Le pignon s'orne de motifs divers. Le toit, faiblement pentu, est recouvert de tavaillons (lames de bois fendu) d'ardoise ou encore de lauzes.  Ce type de plan est propre à la vallée et figure parmi les plus remarquables des Alpes.

### Abondance dans les arts
Abondance est cité dans le poème d’Aragon, Le conscrit des cent villages, écrit comme acte de Résistance intellectuelle de manière clandestine au printemps 1943, pendant la Seconde Guerre mondiale.

### Personnalités liées à la commune
- Noble Joseph de Coppier, docteur en droit de l'Université de Turin, avocat au Sénat de Savoie.
- Père Delavay, missionnaire de la Société des missions étrangères de Paris, collecteur de plantes en Chine.
- Didier Bouvet, skieur alpin.
- Olivia Bertrand, skieuse alpin.
- Yannick Bertrand, skieur alpin.